# Ратковићи (Лопаре)
Ратковићи су насељено мјесто у општини Лопаре, Република Српска, БиХ. Према попису становништва из 2013. у насељу је живјело 5 становника.

## Становништво
Према званичним пописима, Ратковићи су имали сљедећи етнички састав становништва:
| Националност       | 2013.      | 1991.          | 1981.        | 1971.        |
| Муслимани          | 0          | 1.160 (98,64%) | 948 (98,44%) | 947 (98,03%) |
| Хрвати             | 0          | 6 (0,510%)     | 8 (0,831%)   | 18 (1,863%)  |
| остали и непознати | 0          | 6 (0,510%)     | 0            | 1 (0,104%)   |
| Југословени        | 0          | 4 (0,340%)     | 5 (0,519%)   | 0            |
| Срби               | 5 (100,0%) | 0              | 2 (0,208%)   | 0            |
| Укупно             | 5          | 1.176          | 963          | 966          |

| Демографија | Демографија | Демографија |
| Година      | Становника  | Становника  |
| ----------- | ----------- | ----------- |
| 1971.       | 966         |             |
| 1981.       | 963         |             |
| 1991.       | 1.176       |             |
| 2013.       | 5           |             |